# Hollandichthys taramandahy
Hollandichthys taramandahy es una de las dos especies que integran el género de peces de agua dulce Hollandichthys, de la familia Characidae, cuyos integrantes son denominadas comúnmente mojarras. Habita en ambientes acuáticos templados del centro-este de Sudamérica. 

## Taxonomía
Esta especie fue descrita originalmente en el año 2013 por los ictiólogos Vinicius A. Bertaco y Luiz R. Malabarba.
Hasta ese momento se consideraba al género Hollandichthys como monotípico, con su única especie: Hollandichthys multifasciatus.
El ejemplar holotipo es el catalogado como MCP 30000, un macho de 85,8 mm de largo. La localidad tipo es: Brasil, Río Grande del Sur, Maquiné, localidad de Barra do Ouro, afluente del río do Ouro, perteneciente al sistema del río Tramandaí (29°35′18″S 50°17′35″O / -29.58833, -50.29306). Fue capturado el 25 de junio de 2001 por L. R. Malabarba, V. A. Bertaco, J. A. Anza y T. Hasper.
Etimología
Etimológicamente, el nombre genérico Hollandichthys puede relacionarse a los Países Bajos, o una persona de nombre o apellido Holland.
El término específico taramandahy recuerda a la cuenca a la que pertenece el pequeño arroyo de donde se capturó el ejemplar tipo: el río Taramandahy (= Tramandaí).

## Distribución
Se distribuye en el centro-este de América del Sur, en ríos de vertiente Atlántica del sur del Brasil, en pequeños afluentes del río Maquiné y del río Três Forquilhas, pertenecientes al sistema del río Tramandaí, en el estado de Río Grande del Sur; y en afluentes del río Mampituba y del Araranguá, en el estado de Santa Catarina.

## Características y costumbres
Los especímenes más grandes rondan los 80 mm de largo total.
Hollandichthys taramandahy se distingue de la otra especie del género, H. multifasciatus, por la presencia de un pequeño punto negro que cubre la base de los rayos centrales de la aleta caudal, por el menor número de radios procurrentes dorsales y ventrales de la aleta caudal, por la ausencia de una mancha negra en la mitad anterior de la aleta adiposa y por la ausencia de mancha humeral en individuos que sobrepasan los 60 mm de largo total.
Su hábitat específico son los charcos laterales de los ríos y afluentes muy pequeños, de poca profundidad, con aguas lénticas, oscuras, de fondo barroso y con hojas, y con las ribera provistas de muy densa vegetación marginal. No habitan los ríos principales, los que se caracterizan por ser ambientes lóticos,
con aguas limpidas, con fondo de piedra y poca vegetación ribereña.
Vive en pequeños cardúmenes integrados por 3 a 6 ejemplares. Su alimento consiste en arañas, hormigas, escarabajos y otros insectos.
Hollandichthys taramandahy comparte su hábitat con varias especies de peces, entre las que se encuentran: Astyanax laticeps, Cyanocharax itaimbe, Cyphocharax voga, Hyphessobrycon luetkenii, Mimagoniates rheocharis, Gymnotus sp., Steindachnerina biornata, etc.
Conservación
Hollandichthys taramandahy (bajo el nombre de H. multifasciatus) fue incluido en el listado de especies de peces en peligro de extinción que habitan en el estado de Río Grande del Sur, Brasil.